# 烈火 (FLOWの曲)
「烈火」（れっか）は、日本のバンド、FLOWの楽曲で、4枚目の配信限定シングル。2024年1月9日配信開始。

## 収録曲
1. 烈火［4:10］
作詞：KOHSHI ASAKAWA　作曲：TAKESHI ASAKAWA　編曲：FLOW
  - 中国アニメ『烈火澆愁』日本語吹替版オープニングテーマ[1]